# Aeshma Daeva
Il termine Aeshma Daeva (Aēšma daēva) indicava nella cultura religiosa antica iranica il dio (daēva) della collera (aēšm).
Il fatto che per indicare una divinità maligna ci si riferisse al termine daeva è caratteristica iranica, dal momento che i deva nella religiosità antica indiana conservano invece valenze decisamente positive.
Aeshma significa «furore». Nel Parsismo è il demone della cupidigia e dell'ira. La sua rabbia è diretta soprattutto contro i bovini, le figure centrali fra le creature; soltanto Saoshyant saprà vincerlo definitivamente. 
Nell'Avestā recente Aeshma incarna il male in senso del tutto generico; la sua arma è «il legno insanguinato».